# Toward Point

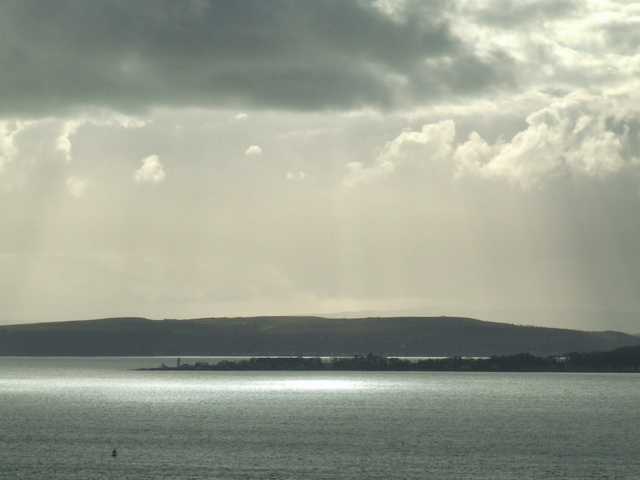
Toward Point

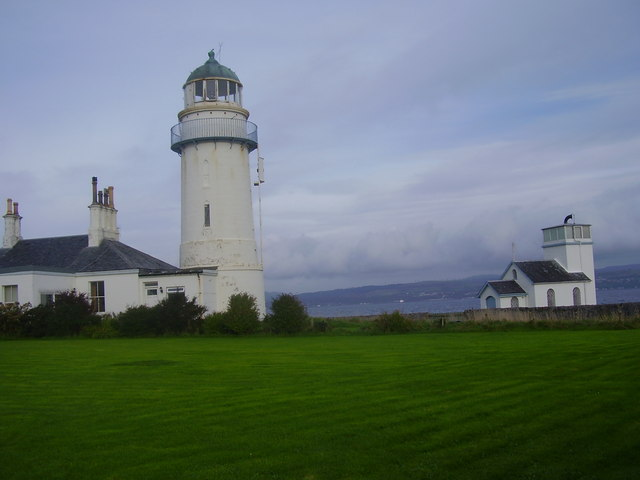
Leuchtturm an Toward Point

Toward Point ist ein Kap an den Kyles of Bute. Es befindet sich im Süden der schottischen Halbinsel Cowal und gehört somit administrativ zu der Council Area Argyll and Bute. Direkt nördlich der Landspitze befindet sich die kleine Ortschaft Toward. Die nächstgelegene Stadt ist das zehn Kilometer nördliche Dunoon. Zusammen mit dem Kap Bogany Point auf der gegenüberliegenden Insel Bute markiert Toward Point das östliche Ende der Kyles of Bute an deren Einmündung in den Firth of Clyde. An der Spitze des Kaps befindet sich ein Leuchtturm aus dem Jahre 1812.
Um Toward Point sind zahlreiche Schiffsunglücke verzeichnet. Das bisher jüngste Unglück ereignete sich im Dezember 1912, als die Janet & Sarah an Toward Point auf Grund lief und aufgegeben werden musste. Zu den weiteren Schiffen, die an Toward Point verunglückten, zählen die Ardenlea auf ihrem Weg von Greenock nach Cardiff und die von Lissabon kommende Vesper auf ihrem Weg nach Glasgow, die beide im Dezember 1854 verloren gingen.